# Umniah
Umniah (in arabo أمنية‎?, che significa: un desiderio) è una rete di telecomunicazioni per telefoni cellulari attiva in Giordania. È il quarto operatore di servizi per telefoni cellulari GSM nato in Giordania. È di proprietà di Batelco per il 96%.
È il primo operatore del paese a offrire un accesso a Wikipedia gratuito.